# Galop (dans)
 For alternative betydninger, se Galop. (Se også artikler, som begynder med Galop)
Galop er en hurtig pardans, der minder om polka. Den danses udelukkende rundt og fremad i salen. 
Dansen var i Danmark især populær i første del af 1900-tallet. Den er mere sjov end køn. Det næsten konkurrenceprægede tempo afspejles i titler på musikken som "Er I med?".